# Grota w Paprotnej
Grota w Paprotnej – jaskinia typu schronisko we wsi Muchówka w województwie małopolskim, w powiecie bocheńskim, w gminie Nowy Wiśnicz. Pod względem geograficznym rejon ten należy do Pogórza Wiśnickiego w obrębie Pogórza Zachodniobeskidzkiego.

## Położenie
Grota w Paprotnej znajduje się na jednym z ramion wzniesienia Paprocka (także Paprotna), w środkowej z trzech skał, która przez boulderingowców nazywana jest Kamieniem z Jamą. Jest to środkowa z trzech blisko siebie stojących skał (pozostałe to Przedszkole i Kamień z Drzewem). Skały te wraz z dalej stojącą i samotną Hubą zaliczane są do grupy skalnej Nowa Muchówka. Na wszystkich uprawiany jest bouldering.
Do Skały z Jamą i znajdującej się w niej Groty w Paprotnej dojść można z asfaltowej drogi Muchówka – Rajbrot idąc leśną drogą zaczynającą się około 150 metrów w kierunku Muchówki od położonego przy szosie cmentarza wojennego nr 303 – Rajbrot. Skała znajduje się w odległości około 800 m od szosy po prawej stronie leśnej drogi, za szlabanem i niewielką polanką.

## Opis schroniska
Jest to grota u północnej podstawy skały zbudowanej z piaskowca istebniańskiego. Powstała wskutek wietrzenia. Na jej dnie zalega dość gruba warstwa liści i ziemi, jedynie końcowy odcinek pokrywa piasek i skalny gruz. Jest w całości widna i poddana wpływom środowiska zewnętrznego. Zimą wymarza. Nie zaobserwowano w niej żadnych roślin ani zwierząt.
Grota w Paprotnej znana była ludności miejscowej, gdyż znaleziono ślady pobytu ludzi. Po raz pierwszy opisano ją w 1998 roku. Jej plan opracował B. Bubula.

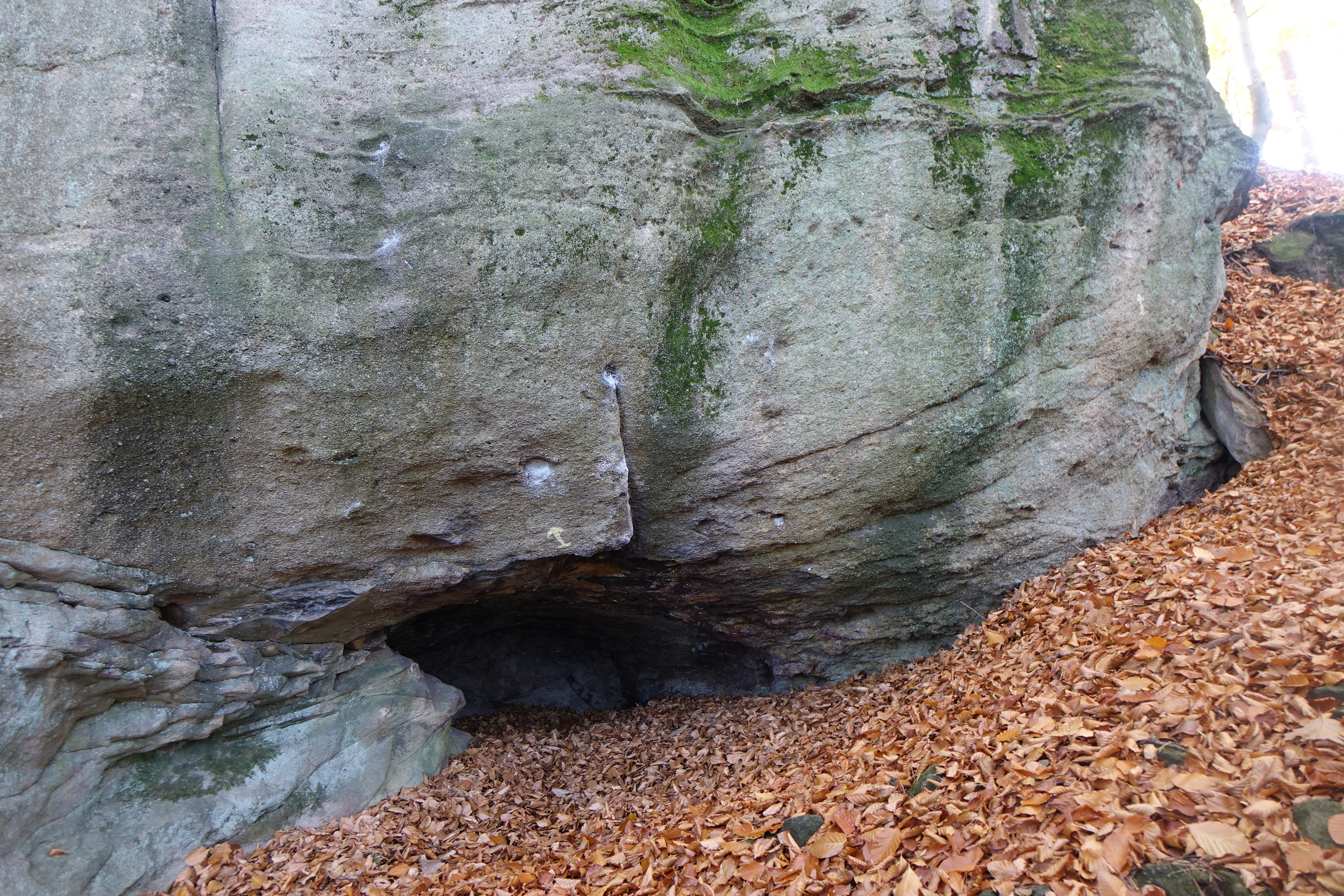
Grota
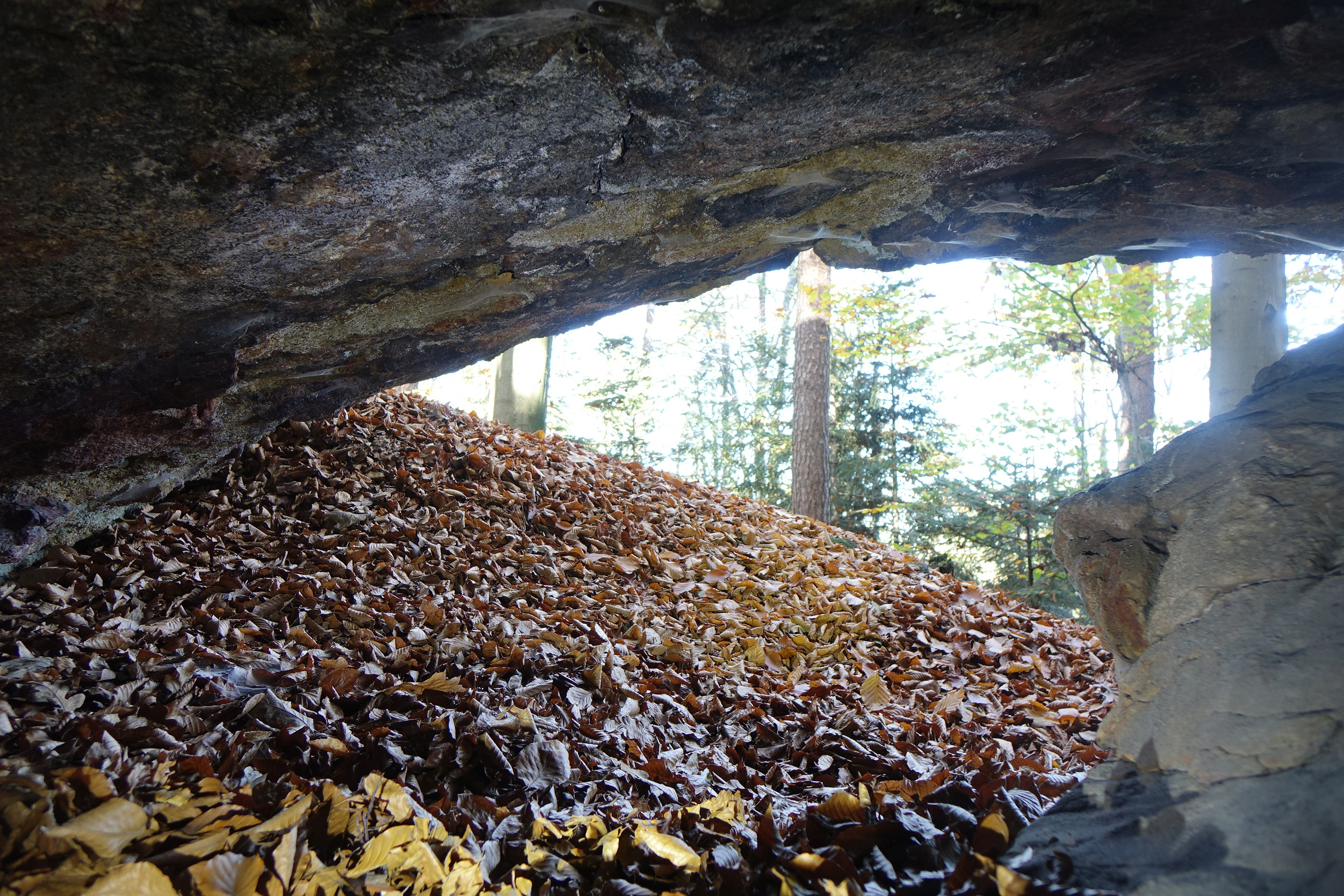
Widok z groty
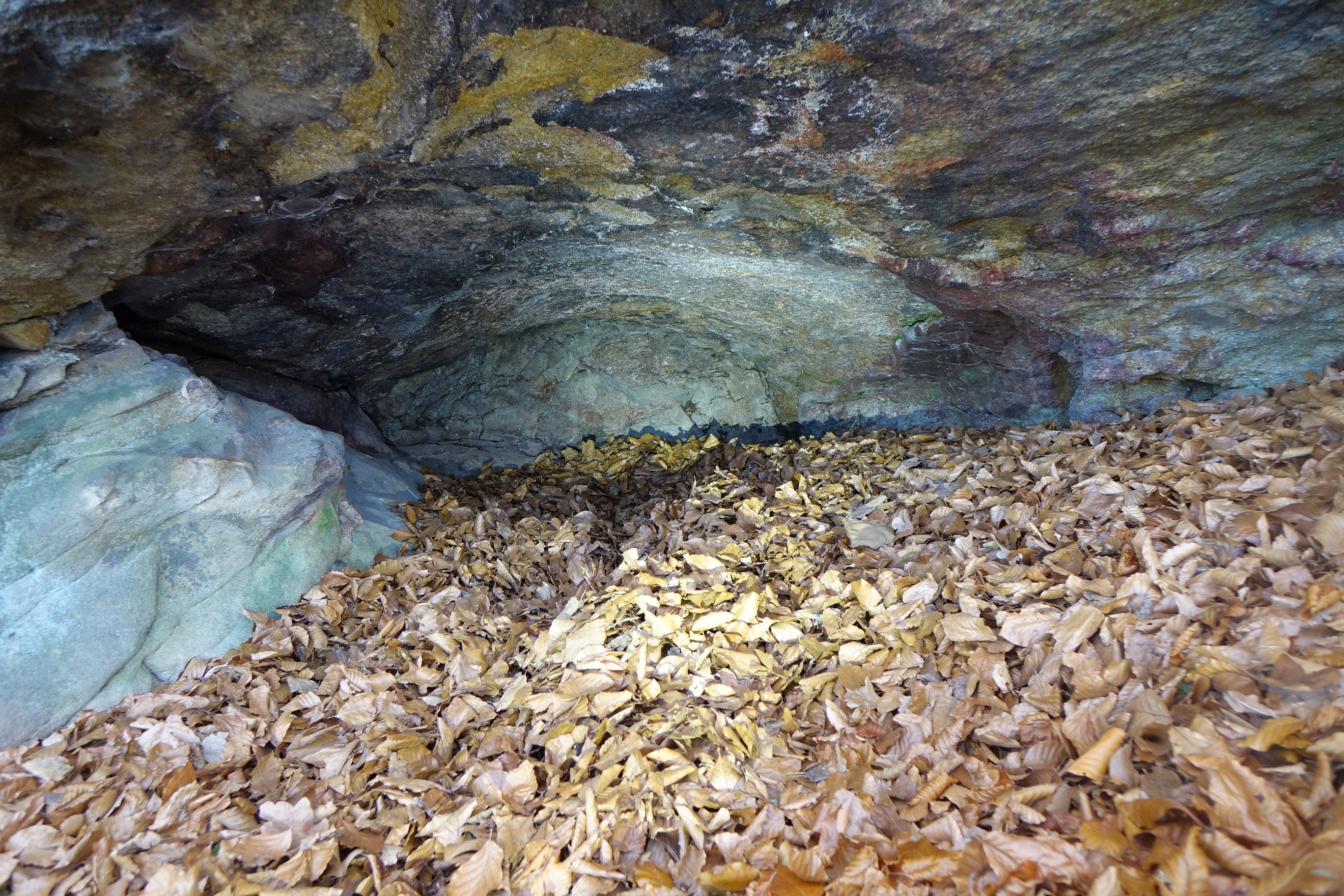
Wnętrze groty